# Västra Oxtjärnen, Jämtland
Västra Oxtjärnen är en sjö i Bräcke kommun i Jämtland och ingår i Ljungans huvudavrinningsområde.